# Епархия Горакхпура
Епархия Горакхпура (лат. Eparchia Gorakhpurensis) — епархия Сиро-малабарской католической церкви c центром в городе Горакхпур, Индия. Епархия Гракхпура входит в латинскую митрополию Агры. Кафедральным собором епархии Горакхпура является церковь святого Иосифа.

## История
19 июня 1984 года Римский папа Иоанн Павел II выпустил буллу Ex quo divinum, которой учредил епархию Горакхпура, выделив её из епархии Варанаси.

## Ординарии епархии
- епископ Dominic Kokkat (19.06.1984 — 15.06.2006);
- епископ Thomas Thuruthimattam (15.06.2006 — по настоящее время).

## Источник
- Annuario Pontificio, Libreria Editrice Vaticana, Città del Vaticano, 2003, ISBN 88-209-7422-3
- Булла Ex quo divinum  (лат.)